# Discus catskillensis
Discus catskillensis är en snäckart som först beskrevs av Henry Augustus Pilsbry 1896.  Discus catskillensis ingår i släktet Discus och familjen Discidae. Inga underarter finns listade i Catalogue of Life.